# I Remember You (Skid Row)
I Remember You è terzo singolo della rock band statunitense Skid Row estratto dal loro eponimo album di debutto del 1989. Si tratta di una power ballad dai forti toni melensi e malinconici, che tratta degli amori e dei ricordi passati, ed è stata scritta da Rachel Bolan e Dave "the Snake" Sabo. Il singolo ha raggiunto posizione numero 6 della Billboard Hot 100 e la numero 21 della Mainstream Rock Songs all'inizio del 1990. Ha inoltre raggiunto la posizione numero 36 della Official Singles Chart.
La canzone è stata inserita in 15ª posizione nella classifica delle "25 più grandi power ballad" secondo VH1.
Nel 2003 gli Skid Row, questa volta con un nuovo cantante, Johnny Solinger, hanno registrato una seconda versione della canzone intitolata I Remember You Two, che appare nel disco Thickskin.

## La canzone
In un'intervista, Sebastian Bach ha commentato:

## Nella cultura di massa
I Remember You appare nelle serie televisive October Road della ABC, Reunion della Fox, South Park della Comedy Central e Friday Night Lights della NBC.
Nel 2000, il gruppo pop punk The Ataris incide una reinterpretazione del brano per la compilation Punk Goes Metal. Al suo interno si possono sentire alcune parti campionate dalla versione originale degli Skid Row all'inizio, ed alla nota alta appare la voce di Sebastian Bach, al culmine della canzone. Curiosamente, nella stessa compilation appare anche una cover di Youth Gone Wild, altro pezzo degli Skid Row.
La canzone è stata reinterpretata nella serie tv Californication alla fine dell'episodio "Il nuovo avvocato" dalla band immaginaria dei Queens of Dogtown.
I Remember You è inoltre udibile in sottofondo in una scena del film Rock of Ages, mentre i due protagonisti si trovano in un negozio di dischi. Nel film stesso compie un cameo Sebastian Bach.

## Tracce
1. I Remember You
2. Makin 'a Mess
3. Big Guns (live)

## Posizioni in classifica
| Classifica di fine anno (1990)  | Posizione |
| ------------------------------- | --------- |
| Stati Uniti (Billboard Hot 100) | 72        |